# Plaça Santa Clara (Castelló)
La Plaça Santa Clara és una plaça cèntrica de Castelló de la Plana.
En aquesta plaça hi va haver al segle xiii un hospital per a pobres. El segle xvi s'hi va construir un convent de monges d'hàbit de Santa Clara, el 1916 l'edifici va passar a ser un Institut de Segon Ensenyament i finalment va ser enderrocat el 1936 a l'inici de la guerra civil perquè estava en ruïnes.
Durant la Guerra Civil espanyola, es van construir refugis a la plaça per a protegir-se de les bombes, així que els habitants la cridaven la placeta dels refugis. Més tard es va remodelar amb petits jardins i zones de jocs i el 1949 l'Ajuntament de Castelló de la Plana la va nomenar oficialment Plaça Santa Clara.
Des de 1985, la plaça està presidida per l'escultura Homenatge a Castelló de l'escultor Vicent Llorens Poy, que recorda la història de la ciutat a través de 62 figures.